# Llista de ciutats de Kosovo

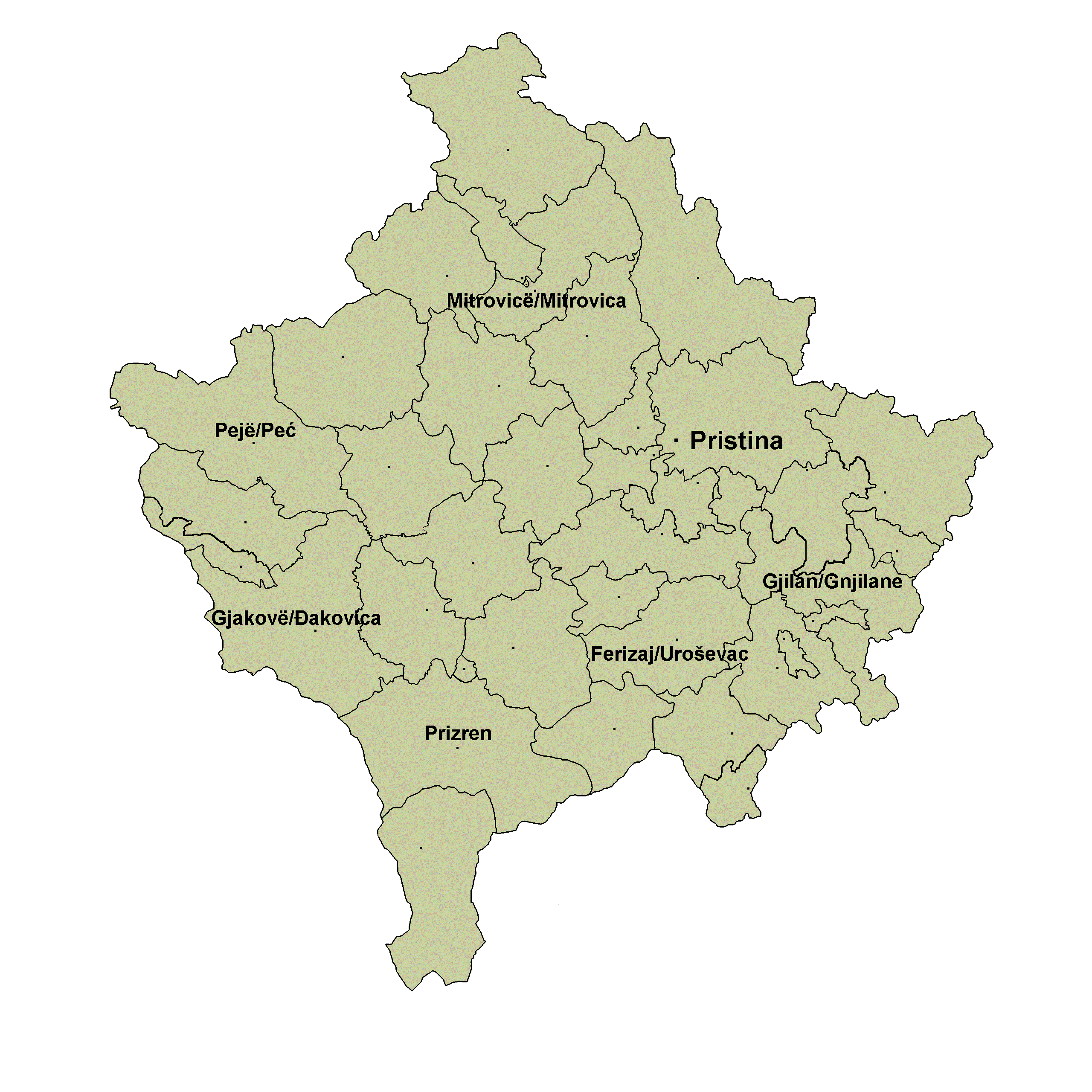
Ciutats importants dins Kosovo

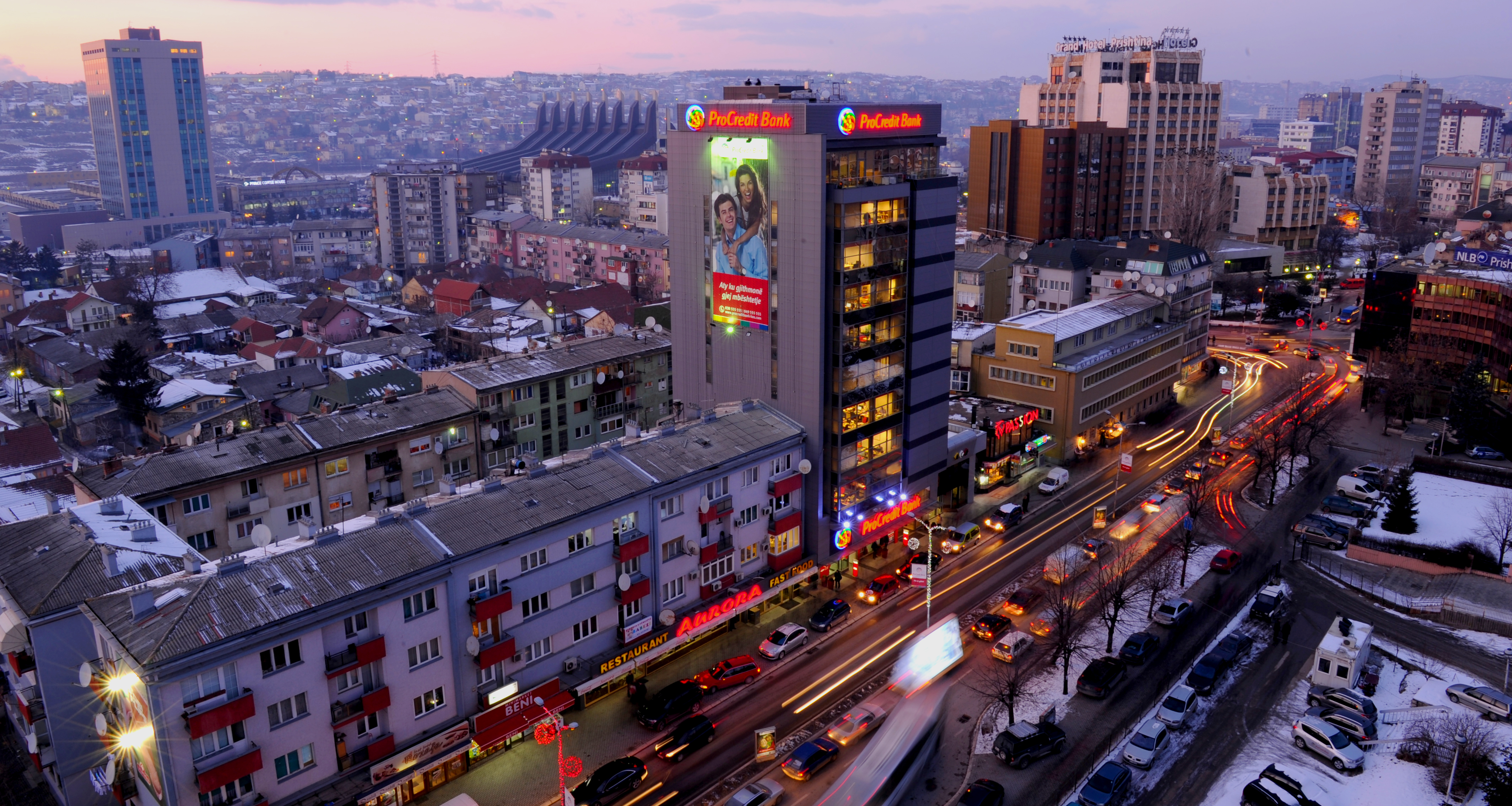
Pristina, la ciutat més gran dins Kosovo

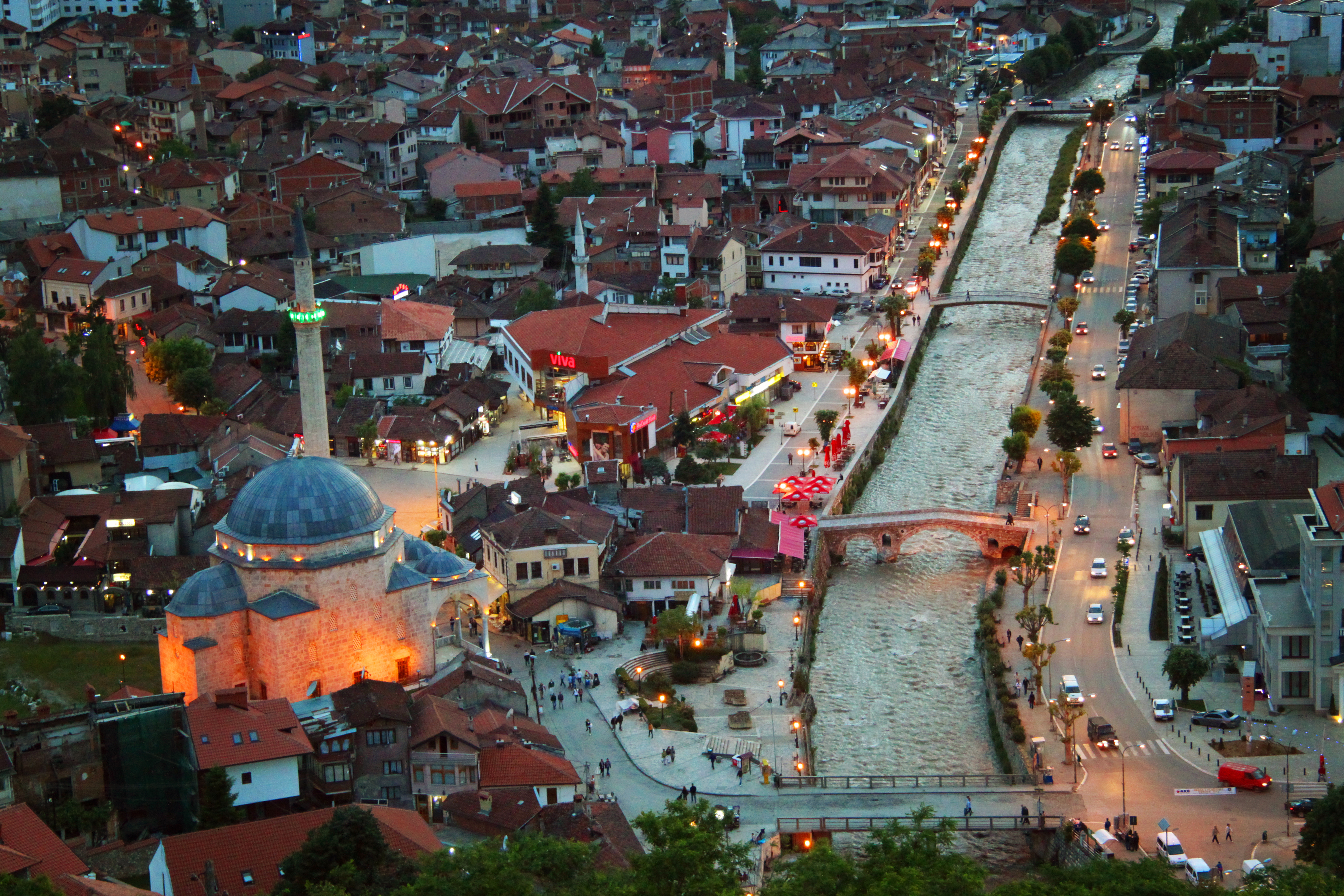
Prizren, la segona ciutat més gran

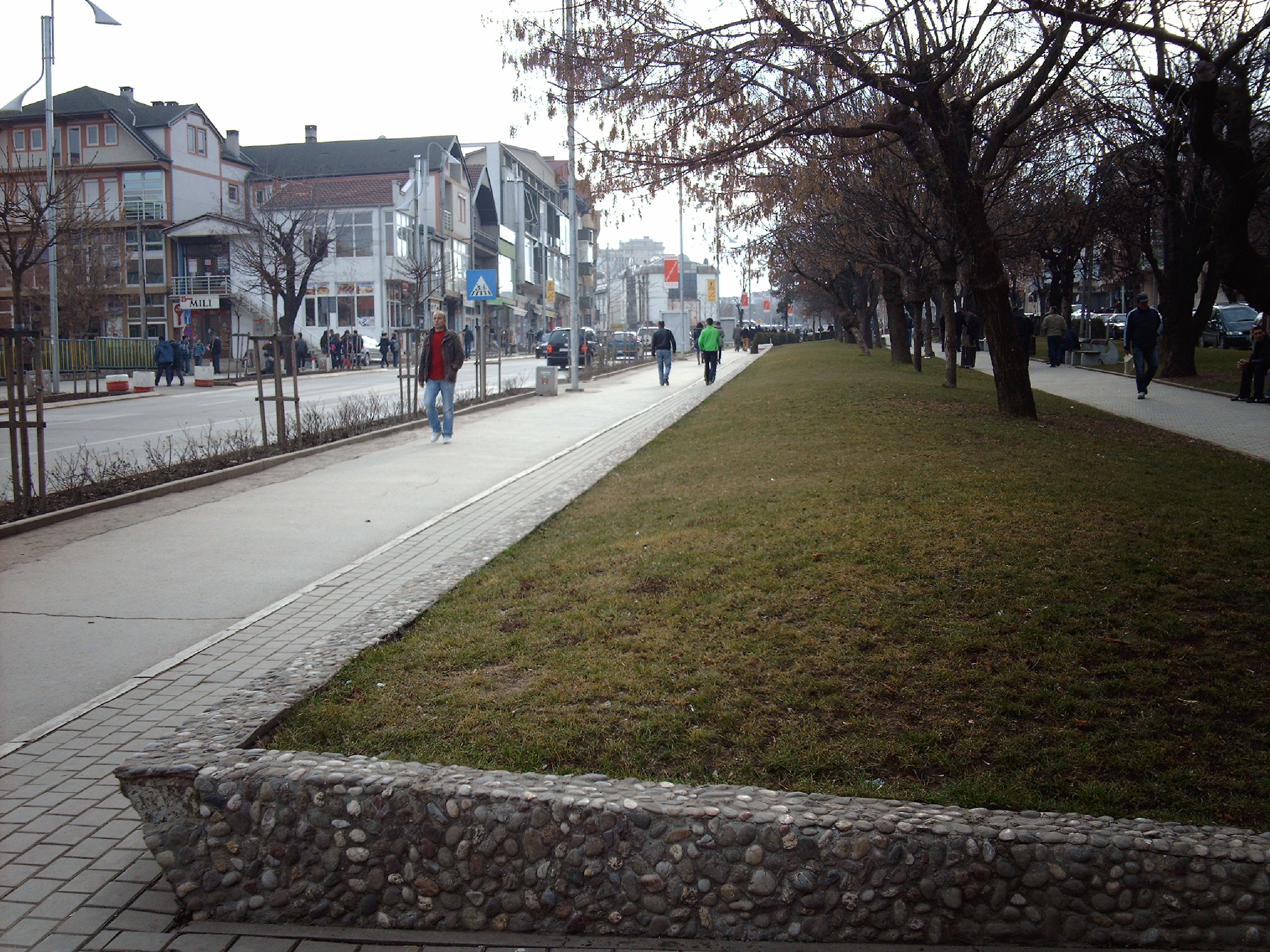
Gjilan, la tercera ciutat més gran

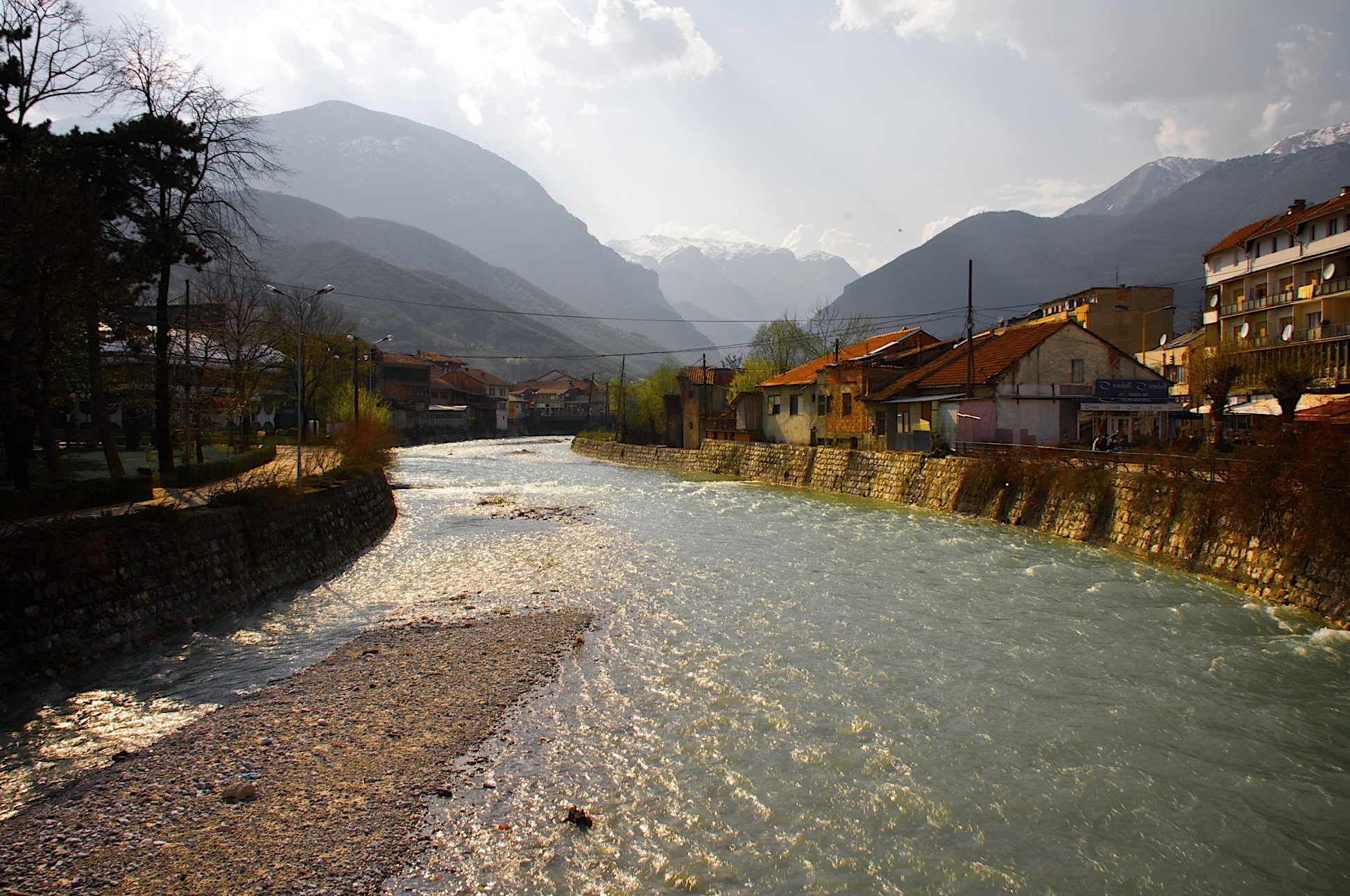
Peja, la quarta ciutat més gran

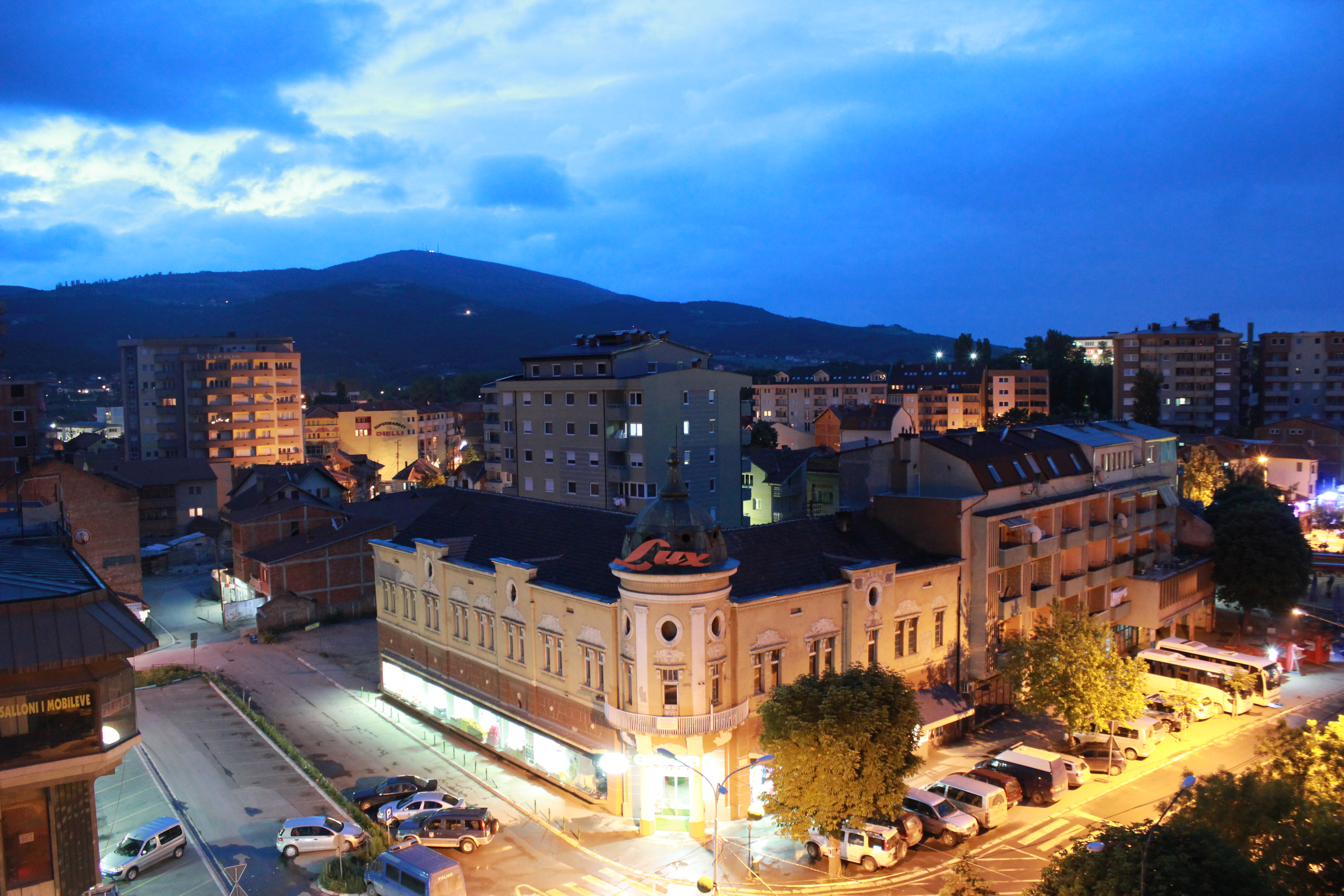
Mitrovica, la cinquena ciutat més gran

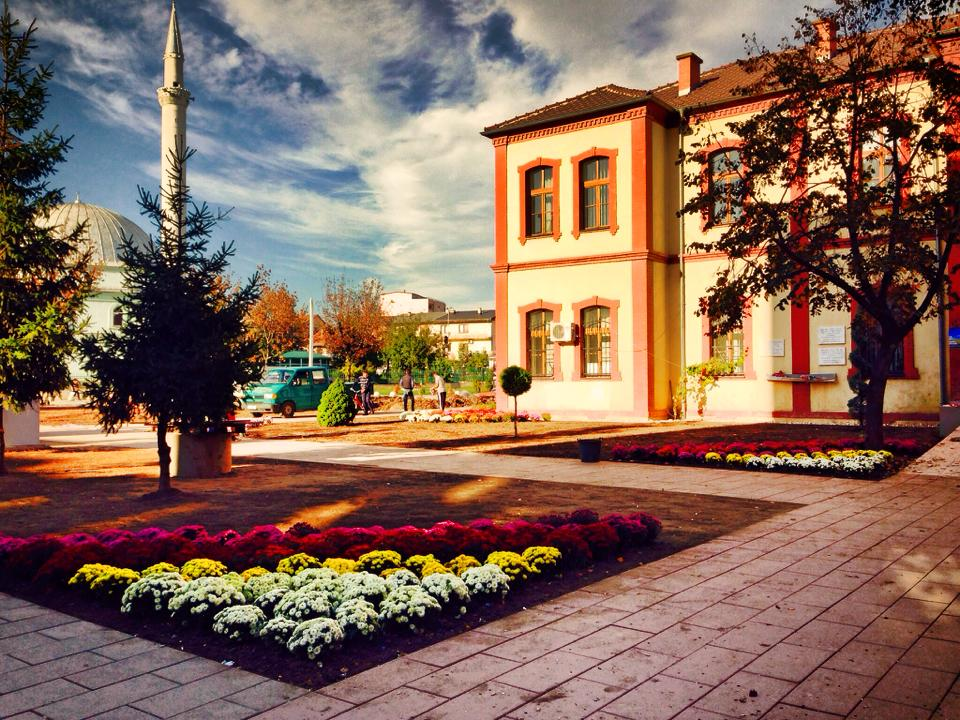
Ferizaj, sisena ciutat més gran

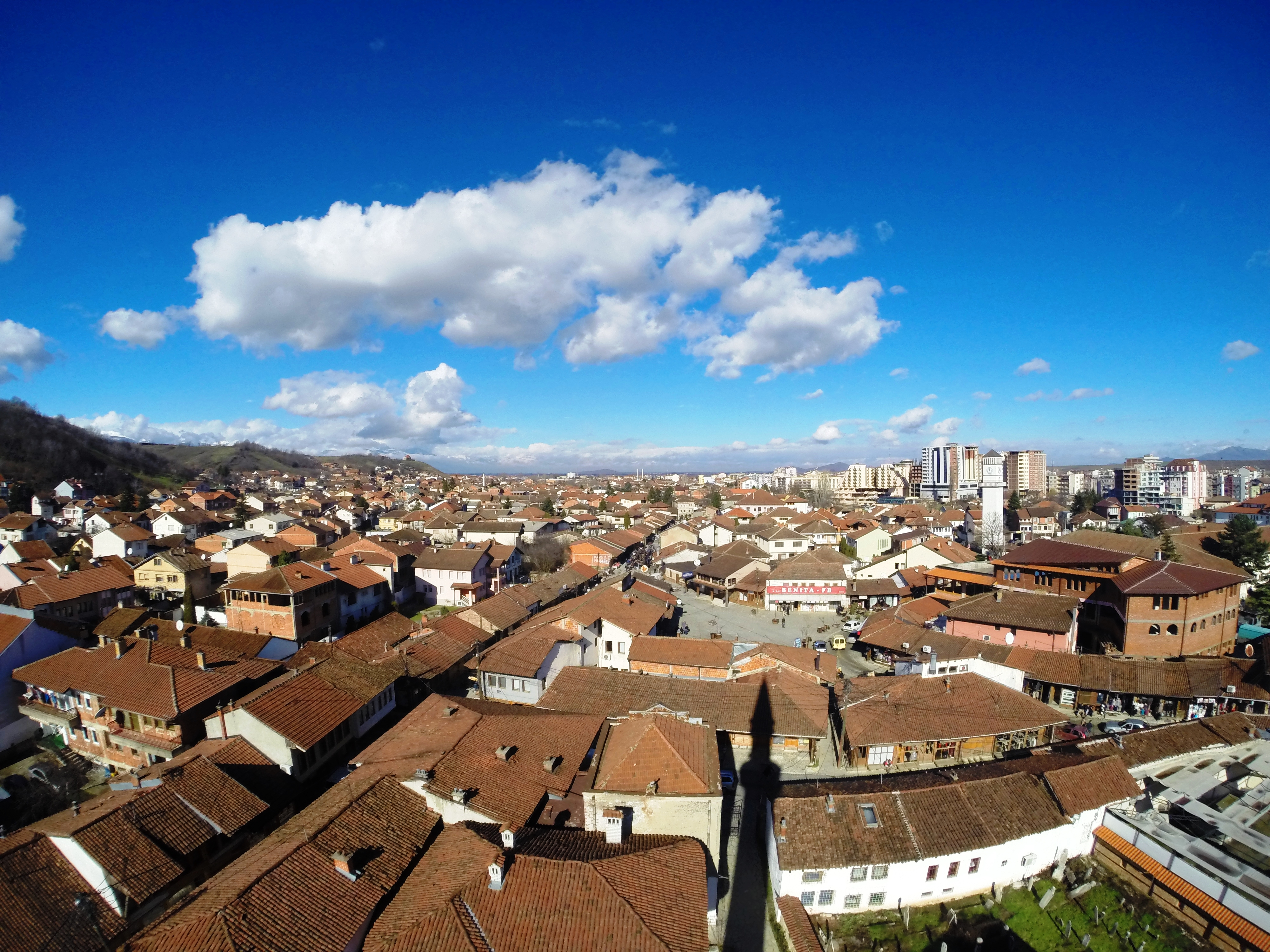
Gjakova, la setena ciutat més gran

Aquesta és la llista d'un total de 37 ciutats i pobles en el territori de Kosovo. La ciutat capital, Pristina, segons les dades del cens 2011, és la ciutat més gran del país, amb una població de 145.149 persones. La segona ciutat de Kosovo és Prizren, seguida per Gjilan, Peja, Mitrovica, Ferizaj i Gjakova. Hi ha sis ciutats/ pobles amb 10.000 - 30.000 habitants i 24 tenen una població inferior a 10.000 habitants.

## Ciutats i pobles
Aquesta és la llista de les ciutats i pobles de Kosovo per població segons les dades del cens del 2011.

### Ciutats més grans
| Ciutat                         | Districte              | Àrea urbana   | Àrea urbana | Terme municipal | Terme municipal |
| Ciutat                         | Districte              | Població 2011 | Posició     | Població 2011   | Posició         |
| ------------------------------ | ---------------------- | ------------- | ----------- | --------------- | --------------- |
| Prishtina / Priština           | Districte de Pristina  | 164.296       | 1           | 198.897         | 1               |
| Prizren                        | Districte de Prizren   | 94.517        | 2           | 177.781         | 2               |
| Gjilan / Gnjilane              | Districte de Gjilan    | 54.239        | 3           | 90.178          | 6               |
| Pejë / Peć                     | Districte de Peja      | 48.962        | 4           | 96.450          | 4               |
| Mitrovicë / Kosovska Mitrovica | Districte de Mitrovica | 46.230        | 5           | 84.235          | 7               |
| Ferizaj / Uroševac             | Districte de Ferizaj   | 42.628        | 6           | 108.610         | 3               |
| Gjakovë / Đakovica             | Districte de Gjakova   | 40.827        | 7           | 94.556          | 5               |
| Istog                          | Districte de Peja      | 39.294        | 8           | 39.294          | 5               |
| Dragaš / Sharri                | Districte de Prizren   | 33.584        | 9           | 33.584          | 5               |

### Entre 10.000 i 30.000
| Ciutat / Poble              | Districte              | Àrea urbana   | Àrea urbana | Terme municipal | Terme municipal |
| Ciutat / Poble              | Districte              | Població 2011 | Posició     | Població 2011   | Posició         |
| --------------------------- | ---------------------- | ------------- | ----------- | --------------- | --------------- |
| Vushtrri / Vučitrn          | Districte de Mitrovica | 26.964        | 8           | 69.870          | 9               |
| Podujevë / Podujevo         | Districte de Pristina  | 23.453        | 9           | 88.499          | 8               |
| Rahovec / Orahovac          | Districte de Gjakova   | 15.892        | 10          | 56.208          | 13              |
| Fushë Kosovë / Kosovo Polje | Districte de Pristina  | 12.919        | 11          | 33.997          | 22              |
| Suharekë / Suva Reka        | Districte de Prizren   | 10.422        | 12          | 59.722          | 10              |
| Kaçanik / Kačanik           | Districte de Ferizaj   | 10.393        | 13          | 33.409          | 23              |

### Menys de 10,000
| Poble                           | Districte              | Àrea urbana   | Àrea urbana | Terme municipal | Terme municipal |
| Poble                           | Districte              | Població 2011 | Posició     | Població 2011   | Posició         |
| ------------------------------- | ---------------------- | ------------- | ----------- | --------------- | --------------- |
| Kamenicë / Kosovska Kamenica    | Districte de Gjilan    | 7.331         | 14          | 36.719          | 20              |
| Shtime / Štimlje                | Districte de Ferizaj   | 7.255         | 15          | 27.324          | 24              |
| Lipjan / Lipljan                | Districte de Pristina  | 6.870         | 16          | 57.605          | 12              |
| Obiliq / Obilić                 | Districte de Pristina  | 6.864         | 17          | 21.549          | 25              |
| Skenderaj / Srbica              | Districte de Mitrovica | 6.612         | 18          | 50.858          | 15              |
| Drenas / Glogovac               | Districte de Pristina  | 6.143         | 19          | 58.531          | 11              |
| Junik                           | Districte de Gjakova   | 6.053         | 20          | 6.084           | 33              |
| Klinë / Klina                   | Districte de Peja      | 5.542         | 21          | 38.496          | 19              |
| Mamushë / Mamuša                | Districte de Prizren   | 5.507         | 22          | 5.507           | 34              |
| Istog / Istok                   | Districte de Peja      | 5.115         | 23          | 39.289          | 18              |
| Viti / Vitina                   | Districte de Gjilan    | 4.924         | 24          | 46.987          | 16              |
| Deçan / Dečani                  | Districte de Peja      | 3.803         | 25          | 40.019          | 17              |
| Leposaviq / Leposavić           | Districte de Mitrovica | 3.702         | 26          | 13.773          | 26              |
| Malishevë / Mališevo            | Districte de Prizren   | 3.395         | 27          | 54.613          | 14              |
| Graçanicë / Gračanica           | Districte de Pristina  | 2.686         | 28          | 10.675          | 27              |
| Han i Elezit / Đeneral Janković | Districte de Ferizaj   | 2.533         | 29          | 9.403           | 28              |
| Zubin Potok                     | Districte de Mitrovica | 1.724         | 30          | 6.616           | 32              |